# Fantasy-Jahr 2020
Übersicht

◄◄ | ◄ | 2016 | 2017 | 2018 | 2019 | Fantasy-Jahr 2020 | 2021 | 2022 | 2023 | 2024 | ►

Weitere Ereignisse